# غروس شارورن
غروس شارورن (بالإنجليزية: Gross Schärhorn)‏ هو أحد جبال سلسلة جبال الألب غلاروس ويقع في كانتون أوري في سويسرا. يحتل المرتبة رقم 94 في قائمة جبال سويسرا من حيث الارتفاع، إذ يبلغ ارتفاعه حوالي 3294 متر، بينما يبلغ ارتفاع نتوء الجبل 513 متر، هذا وقد سجل أول وصول لقمة الجبل عام 1842.